# Последният адрес
"Последният адрес" (на руски: "Последний адрес") е мащабен обществен мемориален проект, предназначен да почете паметта на невинни хора, загинали в резултат на политически репресии, извършени от съветските власти. Неговият принцип е "Едно име, един живот, един знак". В рамките на проекта на къщата, станала последен житейски адрес на жертвата на държавния произвол, е монтиран малък, минималистичен метален мемориален знак с правоъгълна форма, с размер на длан. На него са изписани името на убития, годината му на раждане, професията, датите на ареста, смъртта и годината на съдебна реабилитация. От лявата страна на табелата има квадратен отвор, напомнящ за липсваща на картата снимка. Съвкупността от много такива персонализирани паметни знаци образува "мрежов" мемориал, разпръснат в различни градове по света.
Последният адрес е изцяло граждански проект и възпоменателна практика. Основният му принцип е, че инициативата за инсталиране на всяка табела (както и нейното заплащане) идва от един конкретен човек, който е искал да почете друг конкретен човек, починал в резултат на политически репресии. Това може да бъде роднина или близък приятел на убития, или жител на къщата, която е станала последен адрес на жертвата, или всяко друго лице, което смята, че подобна стъпка е важна за него или нея.
Основният източник на информация за жертвите на политически репресии за проекта е базата данни с многомилионни имена, събирана от Мемориал от 90-те години насам. Последният адрес е фактическото физическо въплъщение на този виртуален списък. Вдъхновен от подобни германски мемориали Stolpersteine, този проект стартира през 2014 г. Към 2023 г. повече от хиляда и половина мемориални знака са инсталирани на къщи в десетки градове. От 2017 г. проектът излезе извън пределите на Русия и стана международен: негови табели започнаха да се поставят в Чехия, Украйна, Молдова, Грузия, Германия и Франция. В същото време авторите и изследователите отбелязват, че целта на "Последен адрес" не е инсталирането на милиони знаци "на всяка къща", а паметта и размисълът, които възникват в резултат на инициативата.